# Conchotopoda
Conchotopoda is een geslacht van rechtvleugeligen uit de familie sabelsprinkhanen (Tettigoniidae). De wetenschappelijke naam van dit geslacht is voor het eerst geldig gepubliceerd in 1887 door Karsch.

## Soorten
Het geslacht Conchotopoda omvat de volgende soorten:
- Conchotopoda belcki Karsch, 1887
- Conchotopoda brunneri Kirby, 1900
- Conchotopoda coelebs Carl, 1914
- Conchotopoda crassicauda Ragge, 1960
- Conchotopoda grallatoria Stål, 1857
- Conchotopoda leptocerca Stål, 1876
- Conchotopoda parva Ragge, 1960
- Conchotopoda vespertilio Carl, 1914